# Lijst van beelden in Friesland
Hieronder een overzicht van lijsten van beelden per gemeente in de provincie Friesland.
- Lijst van beelden in Achtkarspelen
- Lijst van beelden in Ameland
- Lijst van beelden in Dantumadeel
- Lijst van beelden in De Friese Meren
- Lijst van beelden in Harlingen
- Lijst van beelden in Heerenveen
- Lijst van beelden in Leeuwarden
- Lijst van beelden in Noardeast-Fryslân
- Lijst van beelden in Ooststellingwerf
- Lijst van beelden in Opsterland
- Lijst van beelden in Schiermonnikoog
- Lijst van beelden in Súdwest-Fryslân
- Lijst van beelden in Smallingerland
- Lijst van beelden in Terschelling
- Lijst van beelden in Tietjerksteradeel
- Lijst van beelden in Vlieland
- Lijst van beelden in Waadhoeke
- Lijst van beelden in Weststellingwerf